# Устьє (Тотемський район)
У́стьє (рос. Устье) — присілок у складі Тотемського району Вологодської області, Росія. Входить до складу Калінінського сільського поселення.

## Населення
Населення — 225 осіб (2010; 249 у 2002).
Національний склад (станом на 2002 рік):
- росіяни — 98 %